# Orkestar Švicarske garde
Orkestar Švicarske garde (lat.: Pontificia Cohors Helvetica; tal.: Banda della Guardia Svizzera; njem.: Musik der Schweizergarde; fra.: Musique de la garde suisse) je vojni orkestar iz Vatikana koji je glazbena podjedinica Papinske švicarske garde, koja služi kao zaštita Papi i Apostolskoj palači.
Od 2015. godine orkestar vodi François Fournier.
U Švicarskoj postoji orkestar koji se isključivo sastoji od veterana orkestra.

## Povijest
Moderni orkestar je prvi put osnovan 1881. godine. Prvi instrumentalisti u Švicarskoj gardi bili su bubnjari i svirači, koji su oboje služili u jedinici u 16. stoljeću. Između osnutka jedinice i 1881. nije bilo formalnih orkestara za gardiste.
Jedna od prvih fotografija orkestra datira iz 1890-ih.
Godine 2006., povodom 500. obljetnice osnutka Garde, orkestar je službeno priznat kao posebna jedinica Garde.

## Dužnosti
Službeno nastupa po volji Pape, često svirajući na papinskim inauguracijama. Orkestar Švicarske garde svake godine nastupa tijekom božićnog koncerta na Trgu sv. Petra i svih službenih proslava Dana državnosti (24. travnja).
Početkom prosinca 2012. izdali su božićni CD. Sredstva od prodaje donirana su dvjema dobrotvornim organizacijama u Švicarskoj i Zimbabveu. Orkestar ne može nastupati izvan vatikanskih zidina bez izravnog dopuštenja Državnog tajništva.

## Struktura
Struktura orkestra je sljedeća:
- Maestro (kojeg imenuje zapovjednik straže)
- Predsjednik (odgovoran za organizaciju orkestra)
- Upravni odbor
- Glazbenici

Budući da se sastav glazbenika uvijek mijenja svakih nekoliko mjeseci, orkestar ne sudjeluje na više važnijih događaja tijekom određene godine. Primjer za to je Federalni glazbeni festival u Montreuxu, na kojem je 2016. godine prvi put sudjelovao u 25 godina. Prvi put su sudjelovali na festivalu 1991. godine, što je bio prvi put da su kao grupa napustili vatikanske zidine.

## Uniformne razlike
Glazbenici orkestra nose istu uniformu kao i redovni Švicarski gardisti svog čina, tj. glazbenici u činu kaplara i niže nose prepoznatljivu trobojnu uniformu koja se obično povezuje s gardom, dok glazbenici u činu narednika nose crnu tuniku i grimizne hlače običnih narednika. Ni u jednom slučaju ne postoje uniformne razlike.
Bubnjari orkestra, međutim, nose malo drugačiju uniformu. U ovoj inačici, crveni prorezi na rukavima i manžetama na normalnim uniformama Garde su obojeni crno na uniformama bubnjara, a kacige imaju crno-žuto perje. Bubnjari također nose svoje bubnjeve i opremu na kožnom pojasu.